# Ganbare Goemon

Il ninja Goemon, protagonista della serie

Ganbare Goemon (がんばれゴエモン) è una serie di videogiochi giapponesi di genere avventura/piattaforme sviluppata da Konami. 
La sua popolarità in Giappone è paragonabile a quella di Castlevania, altra celebre saga di Konami, tanto che il protagonista, il ninja Goemon (una versione cartoonesca del realmente esistito Ishikawa Goemon), è assurto a mascotte della compagnia. In Europa la serie non gode di altrettanta popolarità, per via delle tematiche profondamente legate al folklore e alla cultura nipponica; per questo motivo, solo quattro titoli sono stati pubblicati sul suolo europeo: uno per Super Nintendo, due per Nintendo 64, e uno per Game Boy.

## Lista dei giochi per piattaforma
Arcade 
- 1986: Mr. Goemon
- 1997: Ganbare Goemon (Medal Game)[1]
- 2009: Ganbare Goemon Pachisuro
- 2011: Ganbare Goemon Pachisuro 2

 NES 
- 1986: Ganbare Goemon! Karakuri Dōchū (riedito per Game Boy Advance nel 2004 per la serie NES Classic)
- 1989: Ganbare Goemon 2
- 1990: Ganbare Goemon Gaiden: Kieta Ōgon Kiseru
- 1992: Ganbare Goemon Gaiden 2: Tenka no Zaihō

 MSX 
- 1987: Ganbare Goemon! Karakuri Dōchū

 LCD 
- 1990: Ganbare Goemon: Ebisumaru Kiki Ippatsu

 SNES 
- 1991: The Legend of the Mystical Ninja (conosciuto in Giappone come Ganbare Goemon: Yukihime Kyūshutsu Emaki)
- 1993: Ganbare Goemon 2: Kiteretsu Shōgun Magginesu
- 1994: Ganbare Goemon 3: Shishijūrokubē no Karakuri Manji Gatame
- 1995: Ganbare Goemon Kirakira Dōchū: Boku ga Dancer ni Natta Wake
- 1996: Soreyuke Ebisumaru! Karakuri Meiro - Kieta Goemon no Nazo!!

 PlayStation 
- 1996: Ganbare Goemon: Uchū Kaizoku Akogingu
- 1998: Ganbare Goemon: Kuru Nara Koi! Ayashige Ikka no Kuroi Kage
- 2001: Ganbare Goemon: Ōedo Daikaiten
- 2001: Goemon: Shin Sedai Shūmei!

 Game Boy 
- 1991: Ganbare Goemon: Sarawareta Ebisumaru!
- 1997: Mystical Ninja Starring Goemon (conosciuto in Giappone come Ganbare Goemon: Kurofune Tō no Nazo)

 Game Boy Color 
- 1999: Ganbare Goemon: Tengu-tō no Gyakushū!
- 1999: Ganbare Goemon: Mononoke Dōchū Tobidase Nabe-Bugyō!
- 2000: Ganbare Goemon: Hoshizorashi Dynamites Arawaru!!

 Game Boy Advance 
- 2001: Goemon: New Age Shutsudō! (uno spin-off ad ambientazione futuristica)
- 2005: Kessakusen! Ganbare Goemon 1+2: Yuki-hime to Magginesu (conversione dei primi due capitoli per SNES)

 Nintendo 64 
- 1997: Mystical Ninja Starring Goemon (conosciuto in Giappone come Ganbare Goemon: Neo Momoyama Bakufu no Odori)
- 1998: Mystical Ninja Starring Goemon 2 (conosciuto in Giappone come Ganbare Goemon: Derodero Dōchū Obake Tenko Mori)
- 1999: Goemon: Mononoke Sugoroku (un gioco sullo stile di Mario Party)

 PlayStation 2 
- 2000: Bōken Jidai Katsugeki Goemon

 Telefono cellulare 
- 2002-2003: Serie Ganbare Goemon: Tsūkai Game Apli:[2]

Dosukoi! Harite Ichiban
Hijutsu! Sansū Juku
Jetto GO! GO! GO!
Karakuri Kiteretsu Rēsu
Tentekomai-Mai Meikyū-Kan
- 2003:[4] Mini Kyodai Robo Goemon Compact[5]
- 2005: Ganbare Goemon 3: Shishijūrokubē no Karakuri Manji Gatame (pubblicato in 12 episodi)[6]
- 2005: Ganbare Goemon! Karakuri Dōchū[7]
- 2007: Ganbare Goemon Gaiden: Kieta Ōgon Kiseru[8]

 Nintendo DS 
- 2005: Ganbare Goemon: Tōkai Dōchū Ōedo Tengu ri Kaeshi no Maki

 Virtual Console del Wii, Wii U e 3DS 
- 2007: The Legend of the Mystical Ninja
- 2007: Ganbare Goemon! Karakuri Dōchū
- 2008: Ganbare Goemon 2: Kiteretsu Shōgun Magginesu
- 2009: Ganbare Goemon 3: Shishijūrokubē no Karakuri Manji Gatame
- 2012: Ganbare Goemon 2 (videojuego para NES)
- 2012: Ganbare Goemon: Kurofune Tō no Nazo
- 2012: Ganbare Goemon Gaiden: Kieta Ōgon Kiseru

## In altri media

### Gioco da tavolo
Nel 1986, venne pubblicato un gioco da tavolo basato sulla serie, intitolato Ganbare Goemon! Karakuri Dōchū: Machi Hen.

### Anime
Vennero pubblicati due OAV di trenta minuti l'uno basati sulla serie:
- Ganbare Goemon: Jigen Jō no Akumu del 1991
- Ganbare Goemon: Chikyū Kyūshutsu Sakusen del 1998

Fu inoltre pubblicata una serie anime dal titolo Legend of Mystical Ninja.

### Manga
Goemon è protagonista di numerosi manga basati sulla serie di videogiochi, la maggior parte dei quali è ad opera di Hiroshi Obi.

### Libri
Fu pubblicato un libro game basato sulla serie, dal titolo Ganbare Goemon “Choose Your Adventure” Book.

## Apparizione in altri videogiochi
Il personaggio di Goemon è apparso in altri videogiochi sviluppati da Konami:
- Wai Wai World (NES)

- Serie Parodius

- Hai no Majutsushi (MSX, 1989)

- Ganbare Pennant Race (NES)

- Akumajō Special: Boku Dracula-kun (NES, 1990; Game Boy, 1993; cellulari, 2006)

- Wai Wai World 2 (NES)

- Snatcher (Sega Mega-CD, 1994)

- Jikkyō Power Pro Wrestling '96: Max Voltage (Super Famicom, 1996)

- Pop'n'Music 12 (Arcade, 200?)

- Konami Krazy Racers (Game Boy Advance, 2001)

- Yu-Gi-Oh! - Reshef of Destruction (Game Boy Advance, 2003)

- Serie Otomedius

- Konami Wai Wai Sokoban (cellulare, 2007)

- Yu-Gi-Oh! World Championship 2008 (Nintendo DS, 2008)

- Quiz Magic Academy 5 (Arcade, 2008)
- Castlevania: Harmony of Despair (Xbox Live Arcade, 2010; PlayStation Network, 2011)
- Quiz Magic Academy 7 (Arcade, 2010)
- Quiz Magic Academy 8 (Arcade, 2011)
- Kingdom Dragonion (iOS, Android, 2015)